# Костковиці (Заверцянський повіт)
Костковиці (пол. Kostkowice) — село в Польщі, у гміні Крочиці Заверцянського повіту Сілезького воєводства.
Населення — 345 осіб (2011).
У 1975-1998 роках село належало до Ченстоховського воєводства.

## Демографія
Демографічна структура станом на 31 березня 2011 року:
|          | Загалом | Допрацездатний вік | Працездатний вік | Постпрацездатний вік |
| -------- | ------- | ------------------ | ---------------- | -------------------- |
| Чоловіки | 182     | 36                 | 122              | 24                   |
| Жінки    | 163     | 30                 | 93               | 40                   |
| Разом    | 345     | 66                 | 215              | 64                   |